# منطقة نويبورغ شروبنهاوزن
مِنطقَة نُويِبُورَغ - شرُوبِنٌهَاوزِنٌّ (بالأَلمانِيَّة: Landkreis Neuburg-Schrobenhausen) هي دائِرَة أَلمانِيَّة تَّابعة لمُحافظة باڤارِيا العُليَا في وِلاَية باڤارِيا في جُمهُوريَّة أَلمَانيَا الاِتّحاديّة. وتضُمّ مِنطقَة نُويِبُورَغٌ - شرُوبِنٌهاوزِنٌّ مدِينتين، وسُوقان، وأَربع عشرة بلدَة بمِساحة تُقَدَّر بحوالَي 740 كم².

## معرض الصور

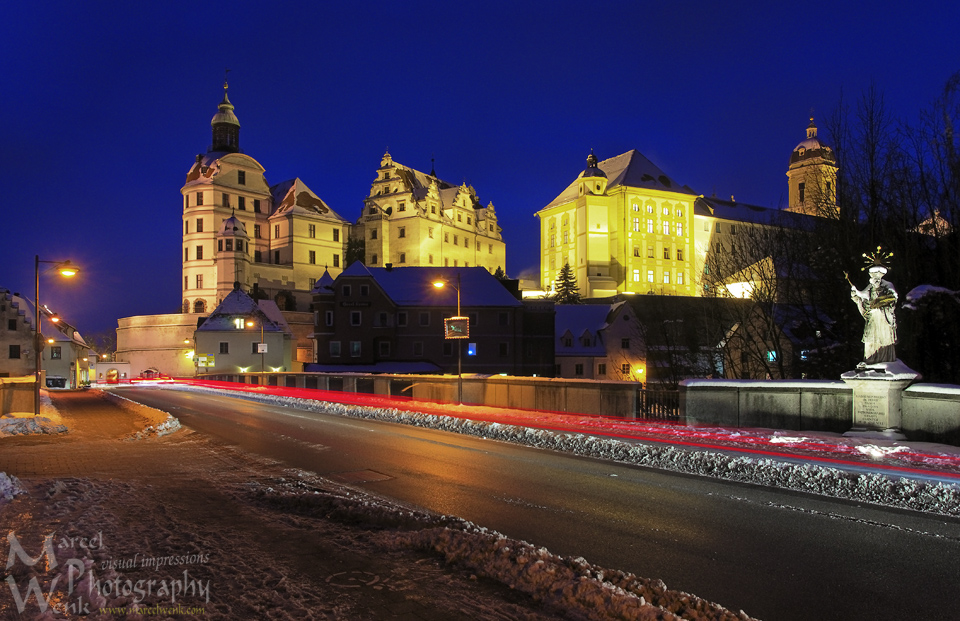
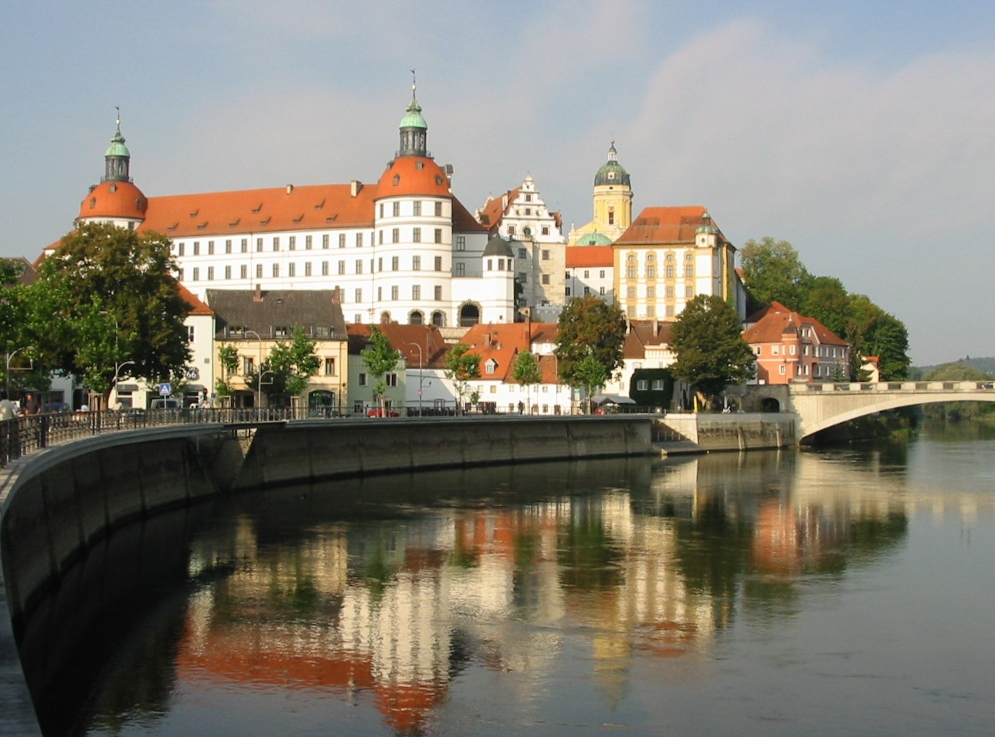
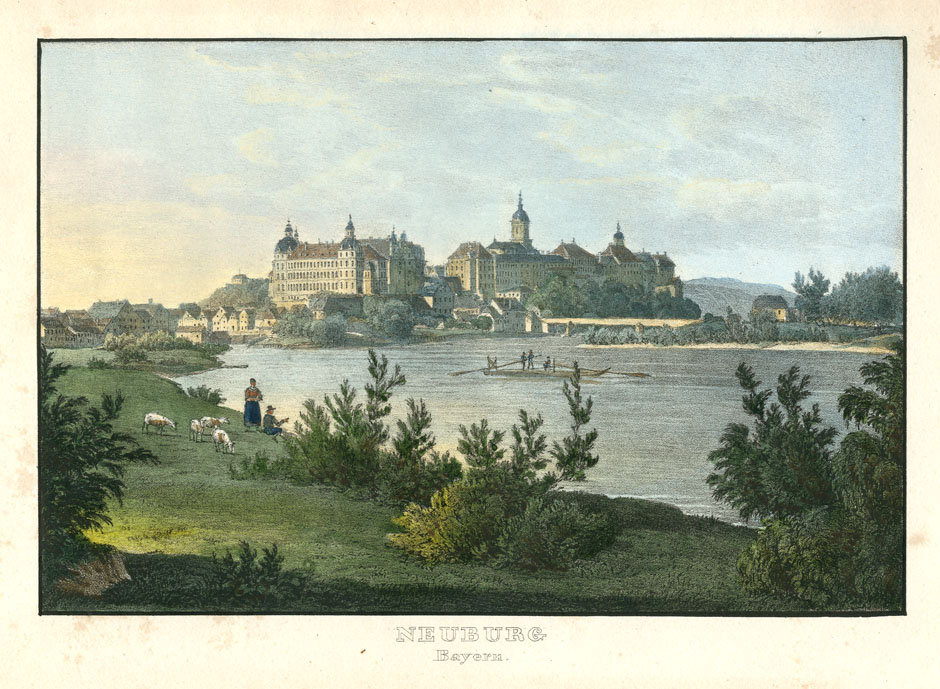
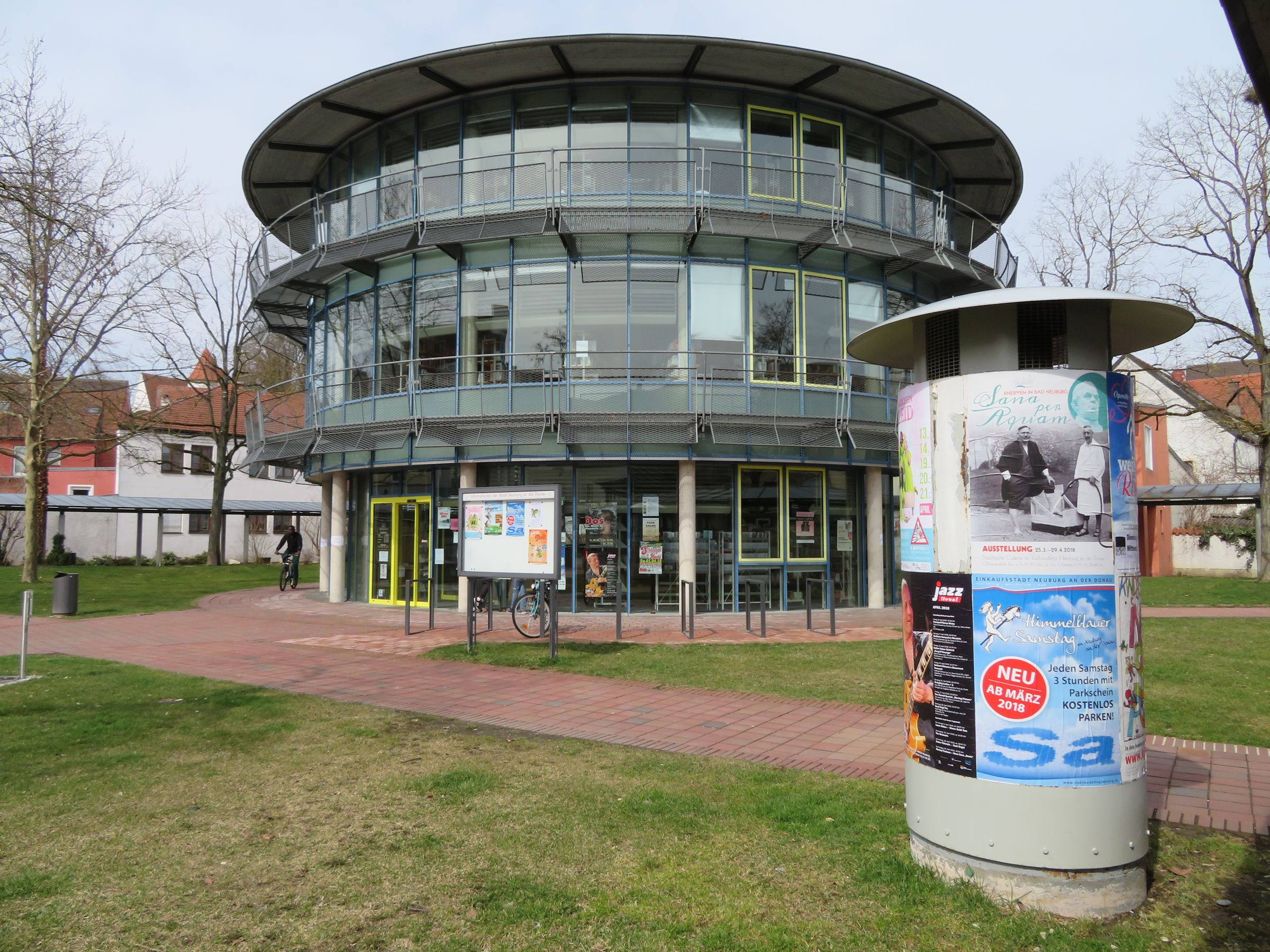

## التّقسِيمات الإِدارِيّة
وتضُمّ مِنطقَة نُويِبُورَغ - شرُوبِنٌهاوزِنٌّ مدِينتين، وسُوقان، وأَربع عشرة بلدَة بمِساحة تُقَدَّر بحوالَي 740 كم².

### المُدُن
| اِسم المدِينة      | ٱلِٱسم بالأَلمانِيَّة     | عَدد السُكَّان | المِساحَة (كم²) |
| ---------------- | -------------------- | ---------- | ------------- |
| مدِينة نُويِبُورَغ    | Stadt Neuburg        | 29٬608     | 81            |
| مدِينة شرُوبِنٌهَاوزِنٌّ | Stadt Schrobenhausen | 16٬979     | 75            |

### الأَسوَاق
| اِسم السُّوق      | ٱلِٱسم بالأَلمانِيَّة    | عَدد السُكَّان | المِساحَة (كم²) |
| -------------- | ------------------- | ---------- | ------------- |
| سُوق بُورَغٌهَآيمٌّ   | Markt Burgheim      | 4٬626      | 50            |
| سُوق غِينِرِتسِّهُوفِنٌّ | Markt Rennertshofen | 4٬873      | 93            |

### البلدَات
| اِسم البلدَة      | ٱلِٱسم بالأَلمانِيَّة     | عَدد السُكَّان | المِساحَة (كم²) |
| --------------- | -------------------- | ---------- | ------------- |
| بَلْدَة آرِيسِينغٌ    | Gemeinde Aresing     | 2٬787      | 30            |
| بَلْدَة بِيرغٌ       | Gemeinde Berg        | 1٬281      | 22            |
| بَلْدَة بِيرغٌهَآيمٌّ   | Gemeinde Bergheim    | 1٬876      | 29            |
| بَلْدَة برُونِينٌ     | Gemeinde Brunnen     | 1٬672      | 32            |
| بَلْدَة إِيهكِيرشِنٌَ   | Gemeinde Ehekirchen  | 3٬715      | 63            |
| بَلْدَة غَآَخِنٌبَآَخ    | Gemeinde Gachenbach  | 2٬481      | 30            |
| بَلْدَة كَارلِسهُولِد  | Gemeinde Karlshuld   | 5٬741      | 29            |
| بَلْدَة كَارلِسكرُون  | Gemeinde Karlskron   | 4٬954      | 38            |
| بَلْدَة كُونِينغسمُوّس | Gemeinde Königsmoos  | 4٬755      | 41            |
| بَلْدَة لَآنغِنٌمُوسِنٌ  | Gemeinde Langenmosen | 1٬594      | 23            |
| بَلْدَة أُوبِرهَآوزِنٌَ  | Gemeinde Oberhausen  | 2٬972      | 32            |
| بَلْدَة غُوهرفِلز    | Gemeinde Rohrenfels  | 1٬530      | 18            |
| بَلْدَة ڤَايدهُوفِنٌ   | Gemeinde Waidhofen   | 2٬259      | 27            |
| بَلْدَة ڤَآيشرِينغٌ   | Gemeinde Weichering  | 2٬461      | 25            |

## وصلات خارجية
- الصّفحة الرّسميّة لمِنطَقَة نُويِبُورَغ - شرُوبِنٌهاوزِنٌّ (بالألمانية)